# Xylophanes xylobotes
Espèce
Xylophanes xylobotes est une espèce de lépidoptères de la famille des Sphingidae, de la sous-famille des Macroglossinae, tribu des Macroglossini, sous-tribu des Choerocampina, et du genre Xylophanes.

## Description
L'espèce ressemble à Xylophanes ceratomioides, mais plus pâle et les trois lignes abdominales dorsales sont uniformément étroites et continues. La ligne apicale noire de l'antenne est très courte. La face dorsale des ailes antérieures est également très proche de celle de Xylophanes ceratomioides, mais la couleur du fond est brun pâle et les motifs noirs sont moins étendus. La tache de base sur le bord interne est vert chamois pâle et les costa possèdent plusieurs taches sub-apicales résiduelles et apicales de couleur noire. Les bandes de la face dorsale de l'aile postérieure sont fauves.

## Biologie
Les chenilles se nourrissent sur des espèces de la famille des Rubiaceae.
Il y a probablement trois générations par an, avec les adultes vus en février, juin et octobre.

## Distribution
L'espèce semble avoir été connue au Pérou et au Chili, mais de nos jours elle n'est rencontrée que dans le sud-est du Brésil.

## Systématique
L'espèce Xylophanes xylobotes a été décrite par l'entomologiste argentin Hermann Burmeister en 1878, sous le nom initial de Choerocampa xylobotes. La localité type est l'ancienne province d'Arica au Pérou actuellement  Región de Arica y Parinacota au Chili.

### Synonymie
- Choerocampa xylobotes Burmeister, 1878 protonyme